# فانيسا (اسم)
فانيسا (بالإنجليزية: Vanessa)‏ هو اسم علم شخصي مؤنث، شائع في الغرب في دول أمريكا اللاتينية والولايات المتحدة وألمانيا، مشتق من كلمتي فان وكلمة إيسا نسبةً لأستير وألتي معناها النجمة. بينما مصادر أخرى تشير إلى أن الاسم مشهور نسبةً للإله اليوناني فانس  عالم الأحياء الدنماركي يوهان كريستيان فابريكيوس استخدم هذا الاسم لوصف نوع من الفراشات في سنة 1807، يحتل هذا الاسم المركز ال71 ضمن أكثر الأسماء شعبية بالنسبة للفتيات في الولايات المتحدة، بينما يعتبر ضمن أكثر 100 شعبية للفتيات في ألمانيا منذ سنة 1976، إحتل المركز السابع في عقد التسعينات من القرن الماضي، وما بين سنة 2002-2009 إحتل المركز ال42، لهذا الاسم أشكال أخرى مثل فينيسا وفينيسيا وفينس للذكور.

## الشخصيات
- فانيسا كارلتون مغنية أمريكية
- فانيسا بيكروفت مصورة فوتوغرافية إيطالية
- فانيسا بيل رسامة بريطانية
- فانيسا فرليتو ممثلة أمريكية إيطالية
- فانيسا فيراري لاعبة جمباز إيطالية
- فانيسا هيسلر ممثلة وعارضة أزياء إيطالية
- فانيسا هادجنز ممثلة ومغنية أمريكية
- فانيسا ماي عازفة كمان صينية بريطانية
- فانيسا مارسيل ممثلة كندية
- فانيسا بارادي مغنية فرنسية
- فانيسا رديغريف ممثلة إنجليزية

## وصلات خارجية
- كتاب كادينوس وفانيسا لجوناثان سويفت من موقع كتب غوغل.